# Galopprennbahn Freudenau

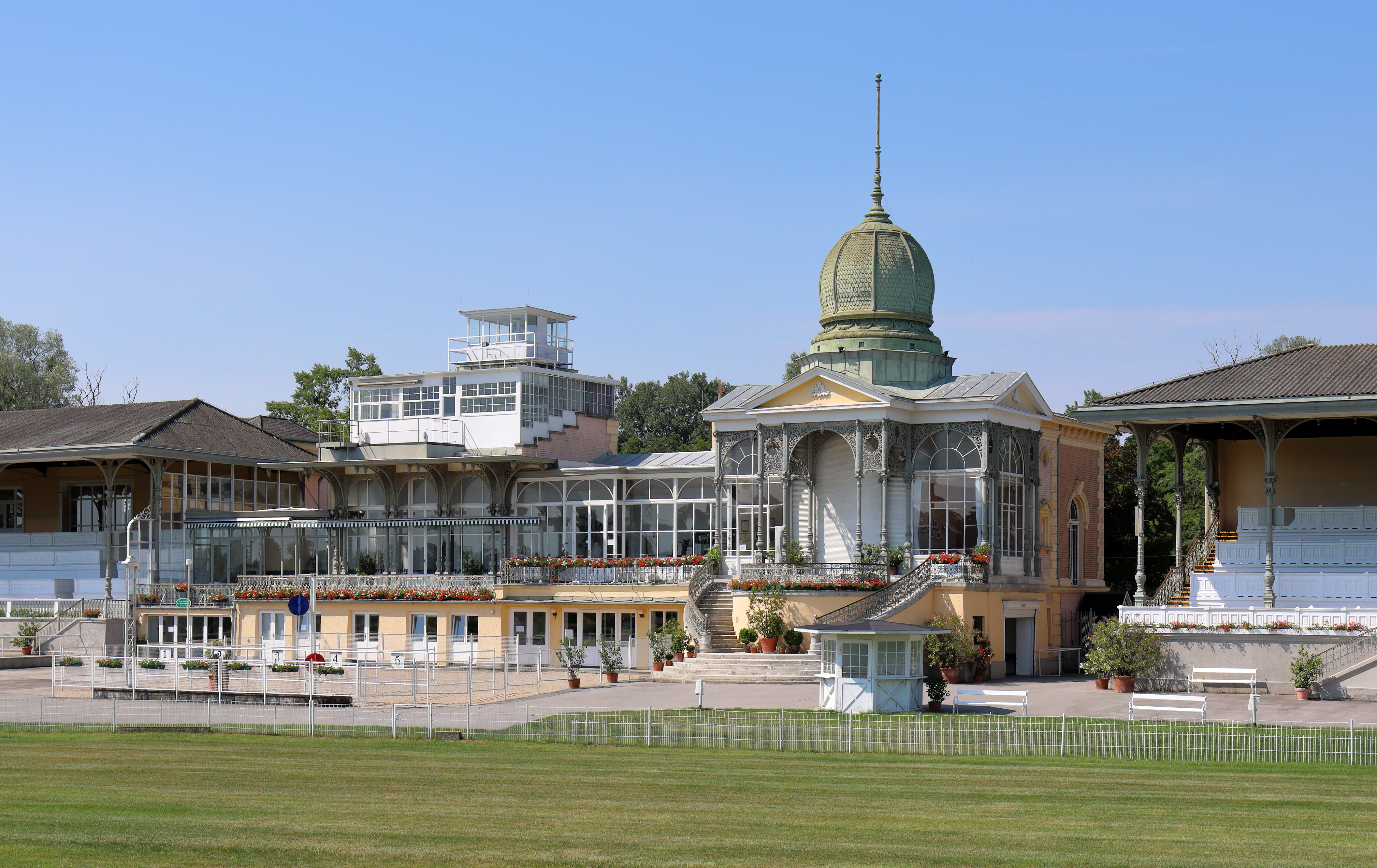
Die sogenannte „Hof-Tribüne“ der Galopprennbahn

Die Galopprennbahn Freudenau ist eine 1839 eröffnete Anlage für den Galopprennsport im 2. Wiener Gemeindebezirk Leopoldstadt.

## Anlage
Die Galopprennbahn befindet sich in der namensgebenden Freudenau, einem ehemaligen Augebiet im Osten des Wiener Praters. Im Stil des Historismus gehalten, zeichnet sich die Anlage durch feingliedrige Gusseisen-Architektur aus. Sie besitzt fünf Tribünen. Die gesamte Anlage steht unter Denkmalschutz.

## Geschichte

### Allgemein

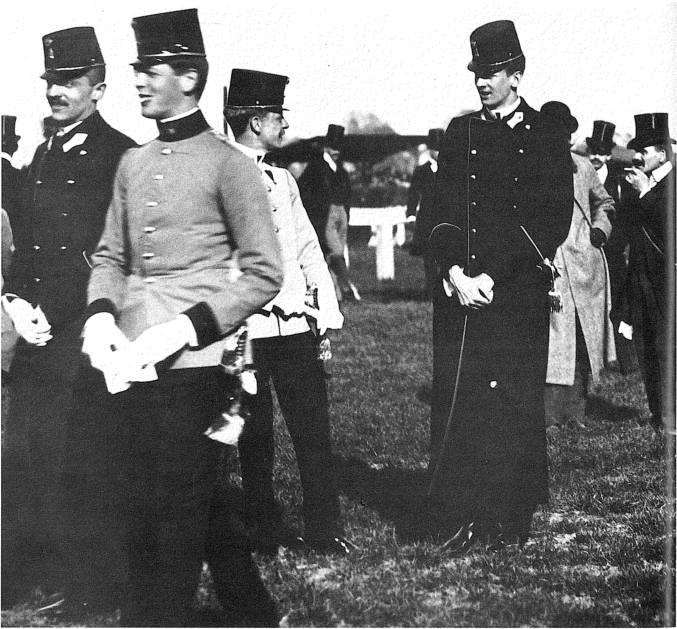
Hohe Gesellschaft auf der Galopprennbahn Freudenau im Jahr 1902

Das Eröffnungsrennen der vom Wettrennen-Comité auf der sogenannten Fleischhacker-Wiese geschaffenen Bahn fand am 4. Mai 1839 statt. Die Länge der neuen Rennbahn entsprach mit zwei englischen Meilen jener bis dahin auf der Simmeringer Haide genutzten, wobei Grund und Boden als zum Rennen besser eingeschätzt wurden.
1858 wurden in Anwesenheit von Kaiser Franz Joseph I. (1830–1916) die Tribünen eingeweiht, die vom Architekten Carl Hasenauer (1833–1894) entworfen und von dessen Bruder, dem Hof-Zimmermeister Christoph Hasenauer, erbaut worden waren. Das erste Österreichische Derby fand 1868 statt. 1870 wurde die vom Budapester Architekten Adolf Feszty (1846–1900) entworfene Hof-Tribüne erbaut, die aus einer Loge für den Kaiser und zwei Seitenlogen bestand. Ein Brand zerstörte 1883 einen Teil der Tribünen. Von 1885 bis 1887 wurden nach Plänen des Architekten Josef Drexler (1850–1922) die zerstörten Bauteile in stabilerer Bauweise rekonstruiert sowie das Totalisator-Gebäude und die Verwaltungs- und Stallgebäude erbaut.
Am Ostermontag, dem 26. April 1886 und sechsten Tag des Frühjahrs-Meetings, wurde von der Österreichisch-Ungarischen Staatseisenbahn-Gesellschaft (StEG) die Flügelbahn zum Rennplatz Freudenau eröffnet (verstaatlicht am 1. Jänner 1909). Im Wege der Verbindungsbahn konnte man an jenem Tag erstmals mit einem Personenzug von Wien Westbahnhof ohne Umsteigen bis an den Vorplatz der Galopprennbahn gelangen. Die 1,318 km (Baulänge) lange Flügelbahn zweigte am Nordende der Ostbahnbrücke () im km 5,961 der heutigen Laaer Ostbahn in einer Ostschleife über eine heute noch bestehende Aufschüttung ab. Als während des Ersten Weltkrieges die Verkehrsstelle Prater-Ausweiche zwischen Donaukanal und Donau gebaut werden sollte, wäre der Anschlussbogen der Freudenauer Strecke nach Norden in die neue Ausweichstation umgelegt worden. Personen-, Gepäck- und Expressgutverkehr wurden 1932 eingestellt, der Gesamtverkehr am 14. Juli 1942, gefolgt von der Abtragung des Oberbaus.
Bis zum Beginn des Ersten Weltkriegs hatte den wesentlichsten Einfluss auf den jährlichen Rennkalender – und damit auf Besucherzahlen und Wettbetrieb – die am 30. Juli 1896 vom Jockey-Club für Oesterreich eröffnete Galopprennbahn Kottingbrunn, zu der für die Hochsommer-Rennen die Ställe samt Material übersiedelt wurden. Die 30 km südsüdwestlich der Freudenau gelegene Bahn zählte auf den Zulauf insbesondere von Sommerfrischlern sowie lokal Interessierten. Als am 15. Juni 1915 ein Feuer die Haupttribüne der Kottingbrunner Anlage zerstörte und der Fortgang des Krieges deren Wiederaufbau sowie die Wiederherstellung des Rennbetriebs als unwahrscheinlich annehmen ließ, wurden die für Kottingbrunn vorgesehenen Termine fortan in der Freudenau wahrgenommen (Kottingbrunn in Wien). An der Stelle des Rennbetriebs entstand 1918/19 (bis Jänner 1932) in Kottingbrunn die Vollblutzuchtanlage des Jockey-Clubs für Österreich.

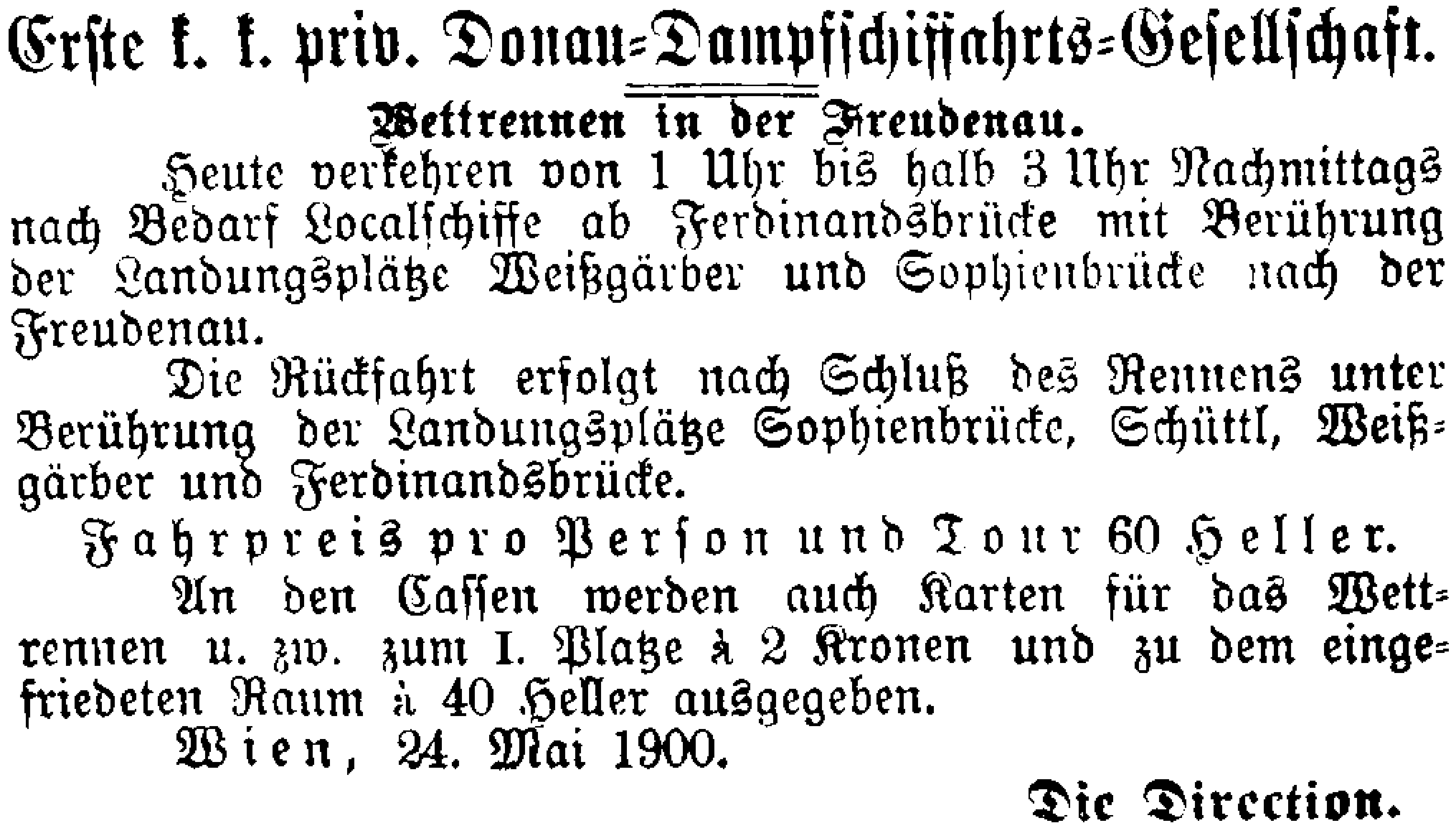
Annonce: Donaukanal-Schifffahrt von der Ferdinandsbrücke in die Freudenau (1900)

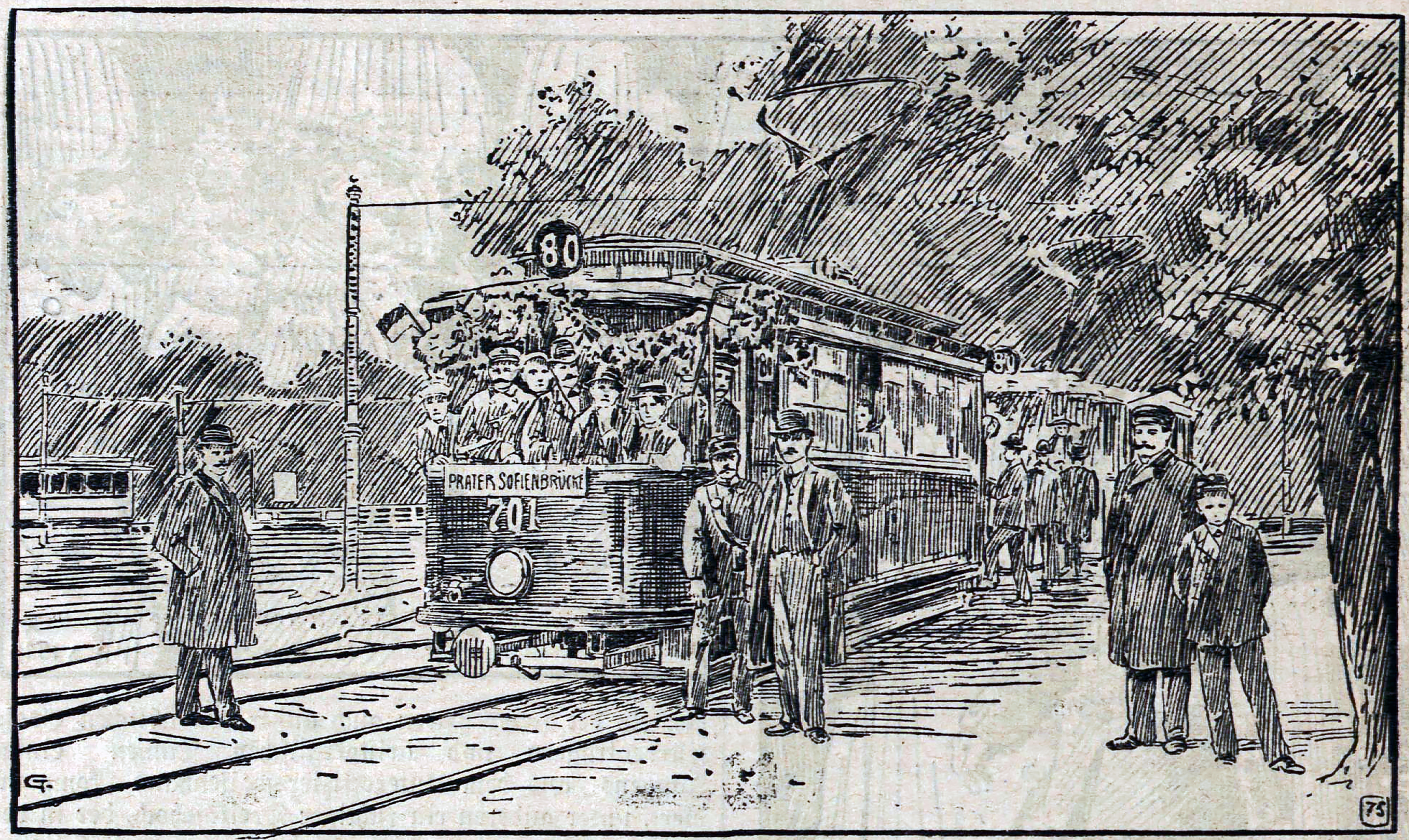
Eröffnungszug Straßenbahnlinie 80, Lusthaus(-Freudenau), 2. September 1909.

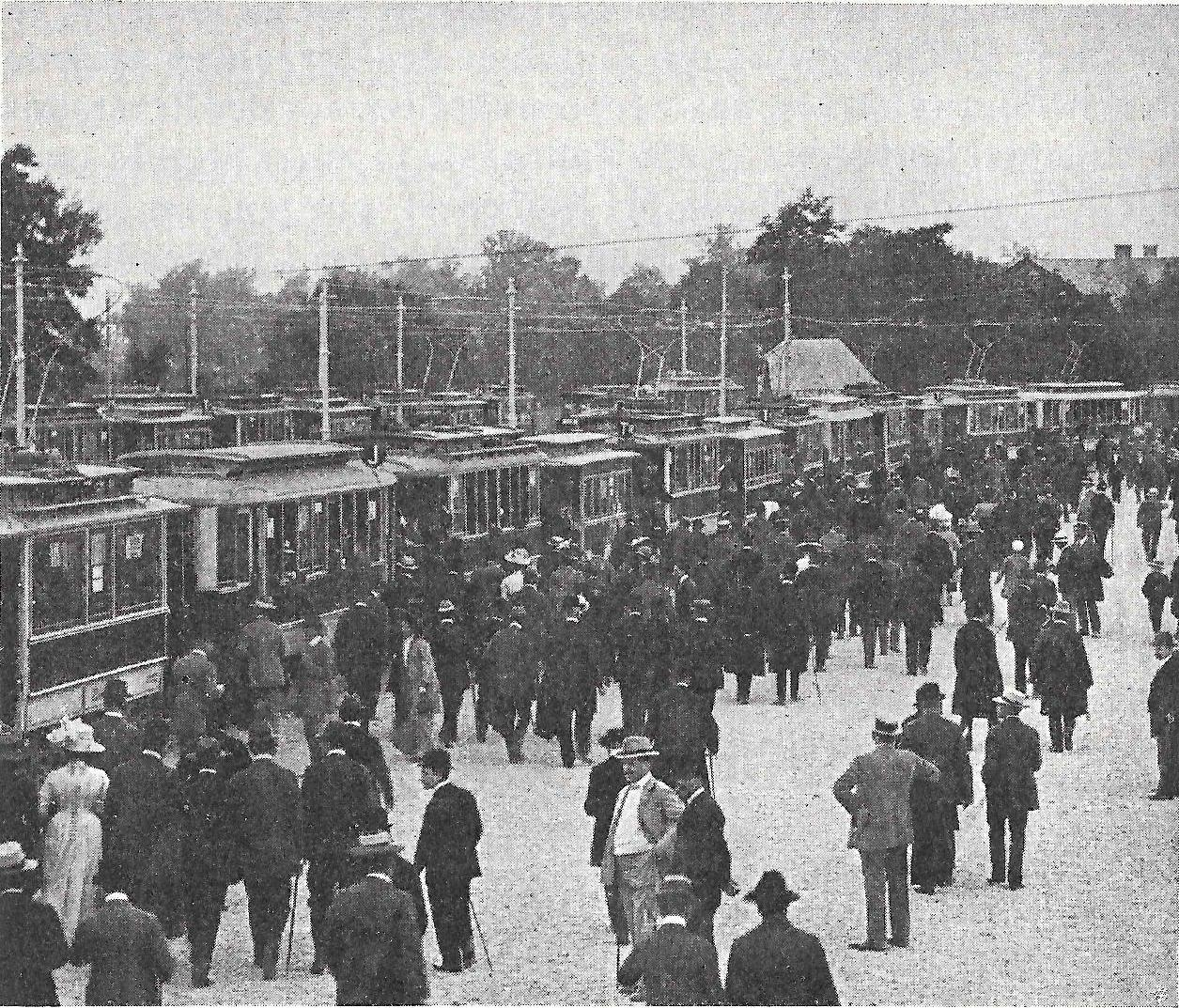
Dichter Straßenbahnverkehr an einem Renntag (um 1910)

Am 3. Juli 1908 traf die Gemeinde Wien mit dem (seit langem in der Sache intervenierenden) Jockey-Club für Oesterreich eine verbindlich Übereinkunft zu einem vonseiten des Clubs zu leistenden Beitrag zum Bau einer Straßenbahnlinie von der Kaiser Josefsbrücke in die Freudenau (mit Abzweigung zum Lusthaus). Der Intervenient verpflichtete sich, nach Abschluss des Vertrags sowie nach Fertigstellung der Linie jeweils 100.000 Kronen an die Gemeinde zu zahlen. Bei einem Sonderfahrpreis von 10 Heller würde die Gemeinde 50 Prozent der Fahreinkünfte an den Jockey-Club abtreten und ab dem Erreichen von 100.000 Kronen alleiniger Nutznießer sein.
Zur Bewältigung der großen Zuschauermassen an Renntagen bestand vom  8. September 1909 bis 3. Juni 1951 eine 3,5 km lange zweigleisige Straßenbahnlinie 81 (zunächst 80), die vom Schottentor zum Galopprennplatz fuhr. Eine Abstellanlage mit acht parallelen Rangiergleisen (insgesamt zehn Gleise) nahm wartende Züge auf; die Straßenbahnen wurden von einem Kontrollturm aus koordiniert. Nach Auflassung der Trasse Kanalwächterhausweg/Gärtnerstraße–Rennbahn im Jahr 1951 mussten Rennplatzbesucher bis 17. August 1969 die seit 2. September 1909 von der Rotundenbrücke zum Lusthaus verkehrende Straßenbahnlinie 80 bis Kanalwächterhausweg/Gärtnerstraße nutzen und von dort die Rennbahn zu Fuß erreichen. Nach 1969 war die Rennbahn Freudenau nur mehr mit Autobussen erreichbar.
Der heutige Straßenname Prater 80er Linie erinnert an die ehemalige Straßenbahnlinie. (Das Liniensignal 80 befuhr den hier gelegenen Streckenteil von 1909 bis 1910 und bekam dann das Liniensignal 81 zugeteilt. Auch an den Renntagen zwischen 7. September und 14. Oktober 1919 verkehrte das Liniensignal 80 auf dem zum Rennplatz Freudenau führenden Streckenast).
Im Zweiten Weltkrieg wurde ein Großteil der Rennbahn durch Bombentrichter verwüstet und die Stallungen stark beschädigt. Der anschließende Wiederaufbau erfolgte bereits ab Herbst 1945 mit Unterstützung der Botschaft des Vereinigten Königreichs. 1967 kaufte die Republik Österreich die Galopprennbahn Freudenau. Von 1975 bis 1977 wurde ein Teil des Areals mit der Ost Autobahn verbaut. Die Tribünen und die Hof-Loge wurden von 1983 bis 1986 renoviert.
Im Jahr 1991 wurde die IRM Interrace Rennbahn Management GmbH für die Entwicklung des Areals gegründet. Nach Beschluss des Nationalrates erhielt sie am 5. August 1994 das Baurecht für 100 Jahre für die Gesamtfläche von 100 Hektar. Für dieses Projekt gewann Romée de La Poeze d´Harambure, ((Harambure und La Poeze d´Harambure)) ein Miteigentümer der IRM Gesellschaft als Baurechtsträger, die französische PMI (Pari Mutuel International), eine Tochtergesellschaft der PMU (Pari Mutuel Urbain), die in Österreich Fuß fassen wollte. Nachdem diese vom österreichischen Finanzamt jedoch nicht die gewünschte Exklusivität für Wetttätigkeiten in Österreich erhalten hatte, zog sie sich aus dem Projekt wieder zurück, nicht allerdings ohne die Schulden des früheren Galopprennvereins gezahlt zu haben. Im Jahr 1995 stellte der Wiener Galopprennverein seine Tätigkeit als Veranstalter von Pferderennen in der Freudenau ein.
In der Folge fungierte der Austrian Racehorse Owners Club (AROC) als Rennveranstalter. Nach der Eröffnung der Pferdebahn Magna Racino des Industriellen Frank Stronach im Jahre 2004 wurden Rennveranstaltungen zunehmend dorthin verlegt, und schließlich in der Freudenau zum Großteil eingestellt. Die IRM führt noch sporadisch einige Pferderennen durch und bietet die Rennbahn als Ort für Events aller Art an. Sie entwickelte den Plan „Gärten von Wien“, in dem die historischen Tribünen sowie das Rondo als Refugium für Pferdesport, Erholung und Gesundheit entstehen soll.
Die sog. Kaiserloge des Rennplatzes kann heute für Veranstaltungen gemietet werden. Beim Neujahrskonzert der Wiener Philharmoniker 2016 wurde die erste der beiden Balletteinlagen in und vor der Kaiserloge gedreht, für das Neujahrskonzert 2023 entstanden Szenen für den Pausenfilm in der Freudenau.

### Veranstalter der Galopprennen in Wien
- 1826–1837 Wiener Wettrenn-Ausschuss
- 1838–1853 Wiener Pferderennen-Gesellschaft
- 1854 Wettrenn-Comité
- 1858–1868 Wiener Wettrenn-Verein im Verband des Vereines für Pferdezucht und Rennen
- 1869–1931 Jockey Club für Österreich
- 1932–1959 Wiener Rennverein / 1932–1936 als Korporativmitglied der Österreichischen Renn- und Campagne-Reiter-Gesellschaft
- 1960–1962 Vereinigung zur Förderung der Vollblutzucht in Österreich Ges. m. b. H.[17]
- 1962–1995 Wiener Galopprennverein
- 1995–2003 Austrian Racehorse Owners Club (AROC)